# دولة مسيحية
| الدول والكيانات التي تعترف بشكل من أشكال المسيحية كدين رسمي: رومانية كاثوليكية بروتستانتية (تشمل الأنجليكية) أرثوذكسية شرقية |

الدولة المسيحيّة هي الدولة التي تعترف بشكل من أشكال المسيحية كدين رسمي، وغالبًا ما تكون كنيسة الدولة، وهي طائفة مسيحيّة التي تدعم الحكومة وتحصل على دعم من الحكومة.
من الناحية التاريخيّة أعلنت كل من أرمينيا، وأكسوم، وجورجيا، وكذلك الإمبراطورية الرومانية والإمبراطورية البيزنطية عن نفسها كأولى الدول المسيحية في العالم. اليوم غالبية الدول التي يشكل فيها المسيحيون أغلبية، تتبنى النظام العلماني بيد أن المسيحية تعتبر دين الدولة في عدد من هذه الدول ككوستاريكا،  والدنمارك، وإنجلترا، واليونان، وآيسلندا، وليختنشتاين، وموناكو، وتونغا، وتوفالو، ومدينة الفاتيكان، وزامبيا. تقف الدولة المسيحية كمصطلح في مقابل دولة علمانية، ودولة ملحدة، أو دولة دينية أخرى، مثل الدولة الإسلامية. وعلى الرغم أن العديد من الدول المسيحية تحولت إلى دول علمانية واعتمدت الفصل بين الكنيسة والدولة، إلا أن المنظمات الكنسية لا تزال تتمتع بنفوذ كبير في مؤسسات هذه الدول، بما في ذلك المستشفيات والمدارس بتمويل حكومي.

## التاريخ
أصبحت المسيحية في عام 380 الديانة الرسمية للإمبراطورية الرومانية، وفي عام 330 قام الإمبراطور قسطنطين بنقل العاصمة من روما إلى القسطنطينية، والتي أصبحت مركز المسيحية الشرقية ومركز حضاري عالمي، فأضحت أعظم مدن العالم في ذلك العصر.
بعد سقوط للإمبراطورية الرومانية، أضحت الإمبراطورية البيزنطية تحت حكم الإمبراطور جستينيان الأول (527-565) أصبحت الإمبراطورية البيزنطية الدولة المسيحية السائدة في العالم، استنادًا إلى القانون الروماني، والثقافة اليونانية، واللغة اليونانية. وفي هذا تم صب كمية هائلة من المواهب الفنية في بناء الكنائس، والمراسم الكنيسة، والعمارة الكنيسة لتصبح دولة مسيحية. يصف جون بينز هذا العصر في ما يلي:
| دولة مسيحية | بدأت مرحلة جديدة في تاريخ الكنيسة عندما تحولت المجتمعات والدول إلى المسيحية. ويرتبط المسرح مع تحول قسطنطين الأول وبدايات الإمبراطورية المسيحية، ولكن الإمبراطور البيزنطي لم يكن أول حاكم قاد شعبه إلى المسيحية، وبالتالي إقام أول دولة مسيحية. أن شرف هذا اللقب يذهب تقليديًا للكنيسة الأرمينية. | دولة مسيحية |

كدولة مسيحية تعتبر أرمينيا أول مملكة تتحول للمسيحية بالكامل وشمل ذلك الملك، والنبلاء، والشعب. في عام 337 ميلادي، بعد تحول الملك ميريان سوم وزوجته نانا للمسيحية، أصبحت جورجيا دولة مسيحية. في القرن الرابع الميلادي، بعد تحويل الملك عيزانا إلى المسيحية، أصبحت مملكة أكسوم دولة مسيحية.

## العصر الحديث

### الأرجنتين
يضمن الدستور حرية الدين، وعلى الرغم من أنه لا يفرض أي عقيدة على الدولة، فإن الحكومة تعطي الكنيسة الرومانية الكاثوليكية وضعًا تفضيليًا.

### كوستاريكا
ينص دستور كوستاريكا أن «الكنيسة الرومانية الكاثوليكية الرسولية هو دين الدولة». وعلى هذا النحو، تعد الأيام المقدسة في المسيحية الكاثوليكية عطلًا رسمية في الحكومة كما «وتوفر المدارس الحكومية دراسة التربية الدينية»، على الرغم من أن الآباء أيضًا يتمكنون بعدم تدريس أطفالهم إذا اختاروا ذلك.

### الدنمارك

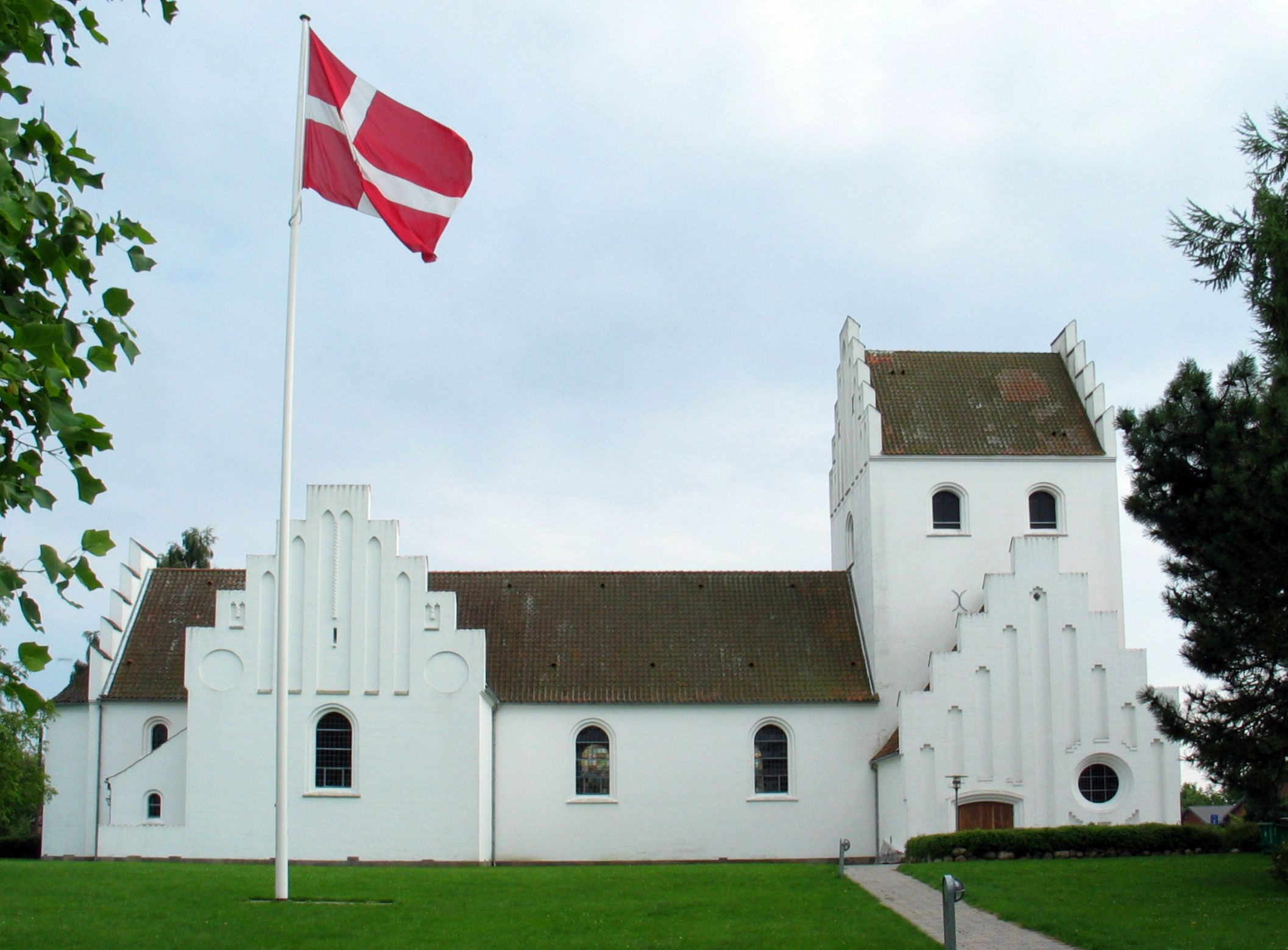
كنيسة دنماركية يرفرف إلى جانبها علم الدنمارك.

في وقت مبكر من القرن الحادي عشر الميلادي، «أعتبرت الدنمارك دولة مسيحية»، وتعد كنيسة الدنمارك، وهي عضو في الاتحاد اللوثري العالمي، الكنيسة الوطنية والرسمية للدولة. كتب واصف شديد، الأستاذ في جامعة لايدن ما يلي:
| دولة مسيحية | الكنيسة اللوثرية أنشئت لإدارة الدولة. تُدار شؤون الكنيسة في الحكومة من قبل وزارة الحكومة المركزية، ورجال الدين وموظفي الحكومة. يندرج تسجيل المواليد والوفيات والزواج تحت مسؤوليات الوزارة للشؤون الكنيسة، ويعد القس اللوثري المحلي عمومًا أيضًا مسجل رسمي. | دولة مسيحية |

حوالي 82.1% من سكان الدنمارك هم أعضاء في الكنيسة اللوثرية في الدنمارك، والتي ترأسها رسميًا ملكة الدنمارك.

### إنجلترا

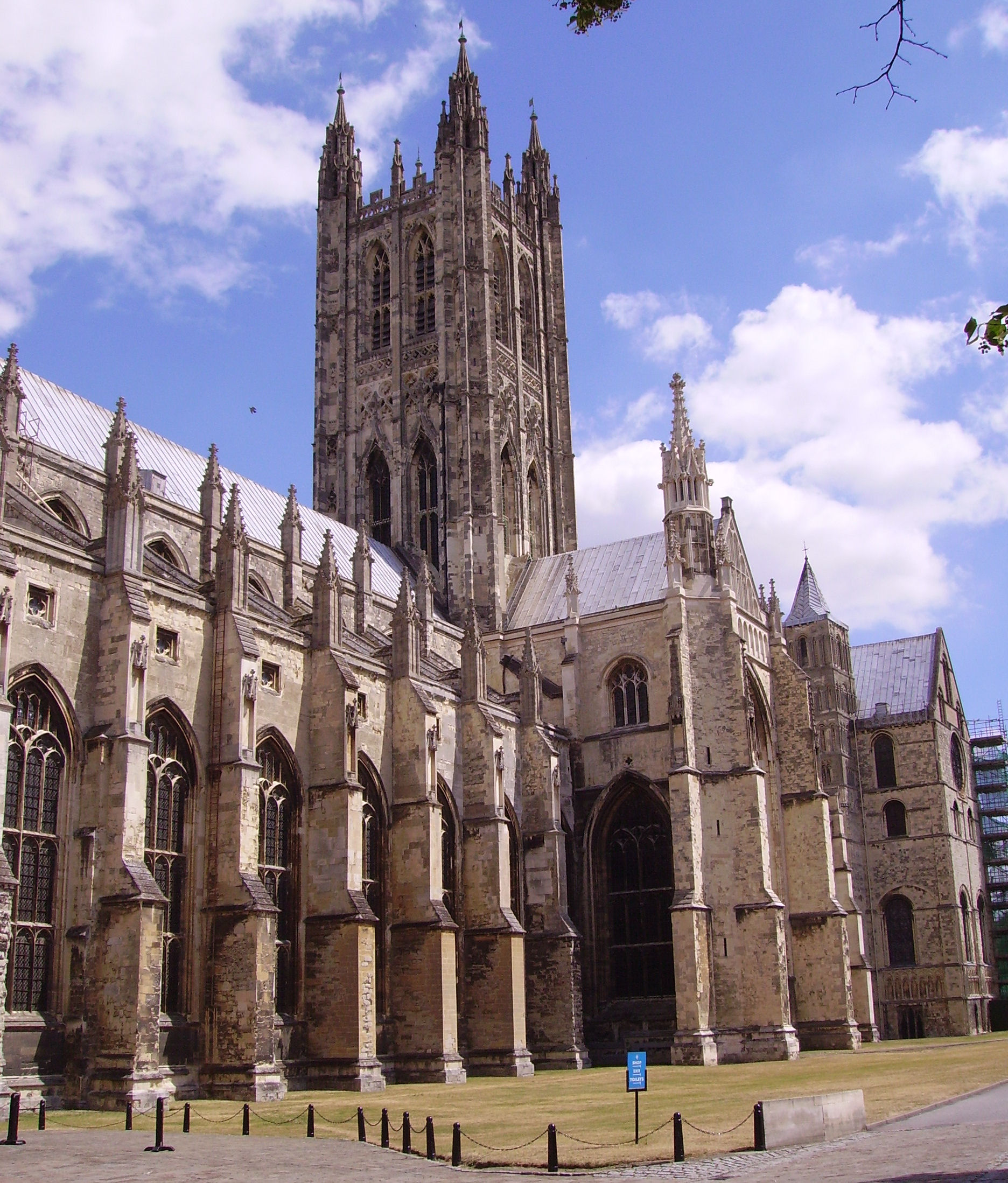
كاتدرائية كانتربري، مقر رئيس أساقفة كانتربري.

ذكرت باربرا يورك أن «النهضة الكارولنجية زادت التقدير في إنجلترا لدور الملك والكنيسة في الدولة المسيحية». وعلى هذا النحو:
| دولة مسيحية | منذ صدور مرسوم التولية 1701 أضحت الكنيسة الإنجليكانيّة الكنيسة الرسمية للدولة الإنجليزية، حيث أن الملكيَّة حاكمها الأعلى هو "المدافع عن الايمان". وهو جنبًا إلى جنب البرلمان، لديهم الرأي في تعيين الأساقفة، والذي يصل عددهم ستة وعشرين ولديهم بحكم المنصب مقاعد في مجلس اللوردات. | دولة مسيحية |

كنيسة إنجلترا هي الكنيسة الرسمية لإنجلترا واتخذت الملكية في المملكة المتحدة لقب «حامي الإيمان» (باللاتينية: Rex Christianissimus)، اليوم يحمل الملك تشارلز الثالث لقب «حامي الإيمان» و«حامي العقيدة» والمقصود بها الإيمان المسيحي، والحاكم الأعلى لكنيسة إنجلترا. يتم تدريس التربية الدينية المسيحية للأطفال في المدارس الابتدائية والثانوية في المملكة المتحدة، مع أشكال من أعمال العبادة الجماعية «ذات الطابع المسيحي على نطاق واسع».

### جزر فارو
كنيسة جزر فارو اللوثرية (باللغة الفارويَّة:Fólkakirkjan)، وهي كنيسة وطنية لوثرية وكنيسة الدولة في جزر فارو.

### جرينلاند
كونها دولة ذات حكم ذاتي في مملكة الدنمارك، فإن الكنيسة اللوثرية الدنماركية هي الكنيسة الرسمية في جرينلاند من خلال دستور الدنمارك:
وينطبق هذا على كل مملكة الدانمارك، بإستثناء جزر فارو، حيث أصبحت كنيسة جزر فارو اللوثرية مستقلة في عام 2007.

### اليونان
اليونان هي دولة مسيحية، تعتبر الكنيسة اليونانية الأرثوذكسية، وهي من الكنائس الأرثوذكسية الشرقية، بحسب الدستور اليوناني الديانة الرسمية للبلاد، وبالتالي فإن اليونان هي البلد الوحيد في العالم التي تعترف بالكنيسة الأرثوذكسية الشرقية باعتبارها دين الدولة. وتضم الكنيسة ما بين 95% إلى 98% من السكان. كما ويشير الدستور إلى مركز الأرثوذكسية المُهّم في المجتمع اليوناني.
تستند أهميّة الكنيسة الأرثوذكسية في اليونان بسبب دور الكنيسة في الحفاظ على الأمة اليونانية خلال سنوات احتلال اليونان من قبل الدولة العثمانية وأيضًا الدور الذي لعبته الكنيسة في حرب الاستقلال اليونانية. ونتيجة لذلك، تحولت الأرثوذكسية إلى سمة للأمة اليونانية الحديثة وهويتها.

### آيسلندا

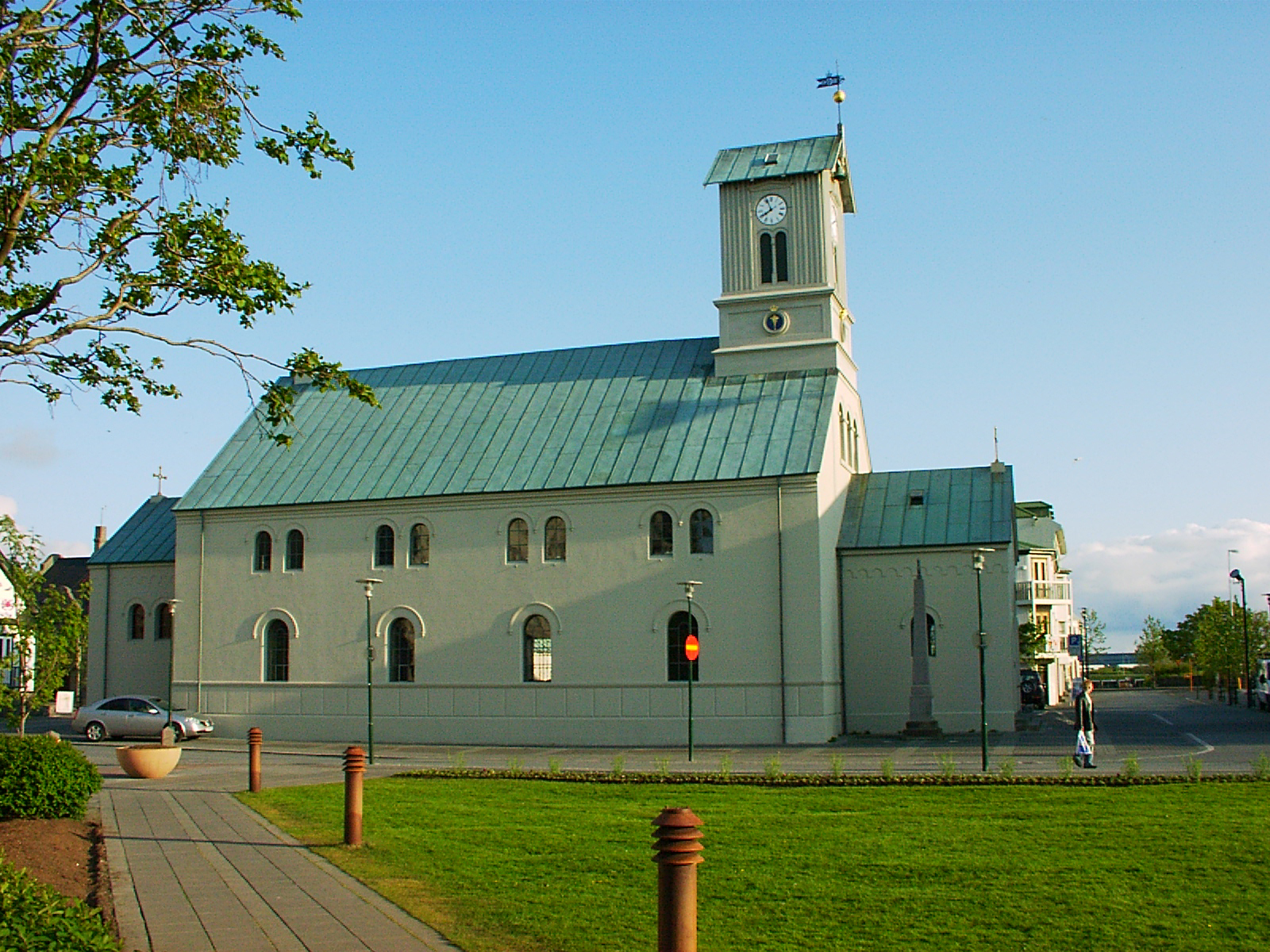
كاتدرائية ريكيافيك، الكنيسة الأم للكنيسة الإنجيلية اللوثرية في أيسلندا.

في حوالي سنة 1000 للميلاد، أصبحت آيسلندا دولة مسيحية، تنص الموسوعة البروتستانتية على ما يلي:
| دولة مسيحية | غالبية الآيسلنديين هم أعضاء في الكنيسة الرسمية للدولة. عمد تقريبًا كل الأطفال الآيسلنديين في الكنيسة اللوثرية وقبل أكثر من 90 في المئة في وقت لاحق سر الميرون. تجري في الكنيسة حوالي 75 في المئة من مجمل حالات الزواج و99 في المئة من مجمل الجنازات. الكنيسة الإنجيلية اللوثرية في أيسلندا هي عضو في الاتحاد اللوثري العالمي ومجلس الكنائس العالمي. | دولة مسيحية |

تلتزم جميع المدارس العامة على التعليم الإلزامي للديانة المسيحية، على الرغم من أن الإعفاء يمكن أن تنظر فيها من قبل وزير التربية والتعليم.

### ليختنشتاين
يشير دستور ليختنشتاين إلى أن الكنيسة الكاثوليكية كنيسة الدولة. في المدارس العامة، وفقا للمادة 16 من دستور ليختنشتاين، يدرس التعليم الديني من قبل السلطات الكنسية.

### مالطا

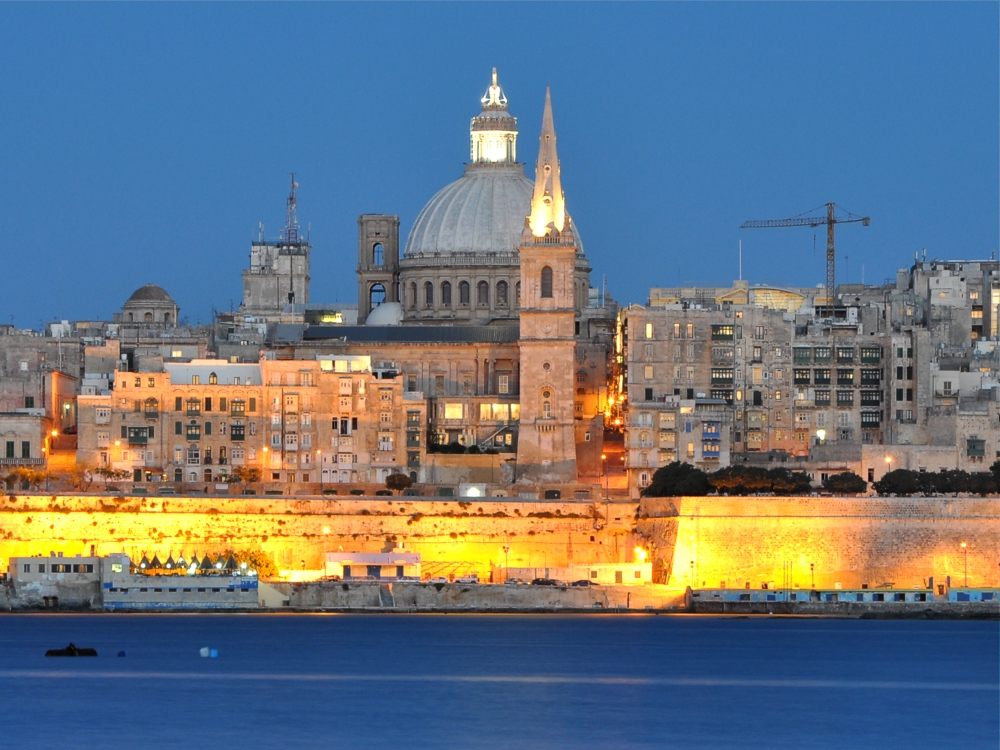
كنيسة القديس بولس وسيدة الكرمل في فاليتا.

تحدد المادة الثانية من دستور مالطا الكنيسة الرومانية الكاثوليكية باعتبارها دين الدولة الرسمي. وتذكر المادة أنّ «سلطات الكنيسة الرومانية الكاثوليكية لها واجب تعليم المبادئ على الحق» والتي «توفر التعليم الديني حسب الإيمان الروماني الكاثوليكي في جميع مدارس الدولة كجزء من التعليم الإلزامي».

### موناكو
تصف المادة التاسعة من دستور موناكو «الكنيسة الرومانية الكاثوليكية الرسولية» كدين للدولة.

### النرويج

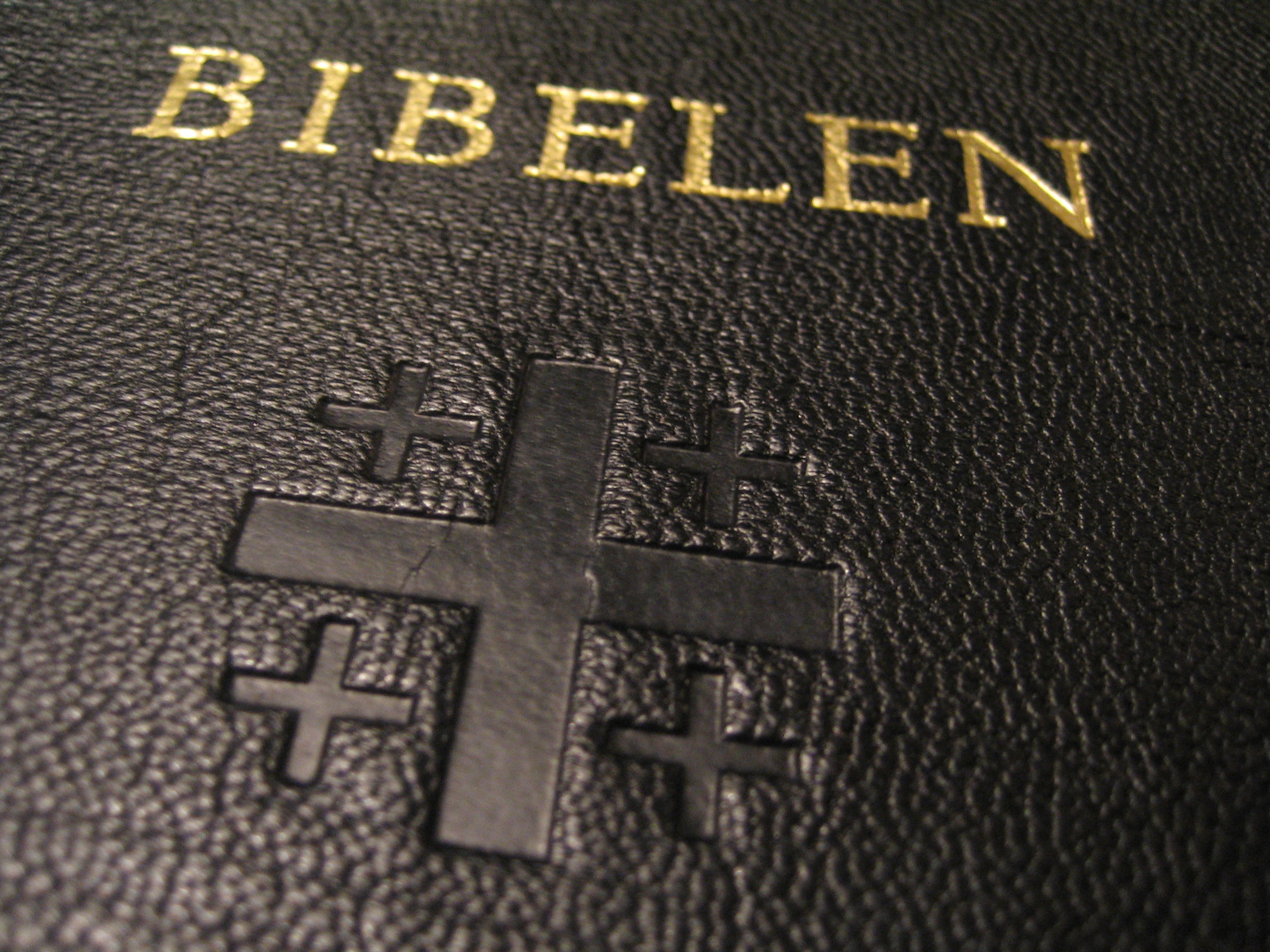
الكتاب المقدس في اللغة النرويجية.

كتب كل من كول دورهام وسام يندهولم ان «لمدة ألف سنة كانت مملكة النرويج دولة الكنيسة المسيحية» ومع المرسوم الملكي عام 1739 أصبح «التعليم الابتدائي لجميع الأطفال النرويجي إلزاميًا، حتى يتسنى لجميع النرويجيين القدرة على قراءة الكتاب المقدس وسيطرة الكنيسة اللوثرية على التعليم المسيحي بشكل مباشر».
ينص الدستور النرويجي الحديث على أن«كنيسة النرويج، الكنيسة الإنجيلية اللوثرية، الكنيسة الوطنية للنرويج وتحصل على الدعم الدائم من الدولة». وعلى هذا النحو، يذكر الدستور «اللوثرية هي الدين الرسمي للدولة وأن الملك هو الرئيس الزمني الأعلى للكنيسة». و«تتم المشاركة في إدارة الكنيسة بين وزارة الكنيسة والتعليم والبحوث المركزي والسلطات البلدية محليًا»، وكنيسة النرويج «يعتمد على الضرائب الولائية والمحلية». كنيسة النرويج مسؤولة من أجل «الحفاظ على مباني الكنائس والمقابر». ذكر جون ت فلينت أن «أكثر من 90 في المئة من السكان تزوجوا من قبل رجال الدين في كنيسة الدولة، وتم تعميد أغلب أطفال النرويج، وأخيرًا أغلب الجنائز حصلت في الكنائس».

### ساموا
أصبحت ساموا دولة مسيحية رسمياً في عام 2017، وتنص المادة الأولى من دستور ساموا على أن «ساموا هي أمة مسيحية تأسست باسم الله الآب والابن والروح القدس».

### تونغا
أصبحت تونغا دولة مسيحية على المذهب الميثودي في عهد جورج توبو الأول في القرن التاسع عشر، من خلال اعتماد الكنيسة الويلسيّة الحرة دين الدولة، وتعتبر كنيسة الويلسيّة عضوًا في مجلس الكنائس الميثودية. في ظل حكم جورج الأول، تأسست «رقابة دستوريّة صارمة لتنظيم السبت».

### توفالو
تعد كنيسة توفالو، الكنيسة البروتستانتية في التقليد الأبرشاني الكالفيني، الكنيسة الرسمية لدولة توفالو وتأسست على هذا النحو في عام 1991. يحدد دستور توفالو بأنها «دولة مستقلة على أساس المبادئ المسيحية».

### دولة الفاتيكان

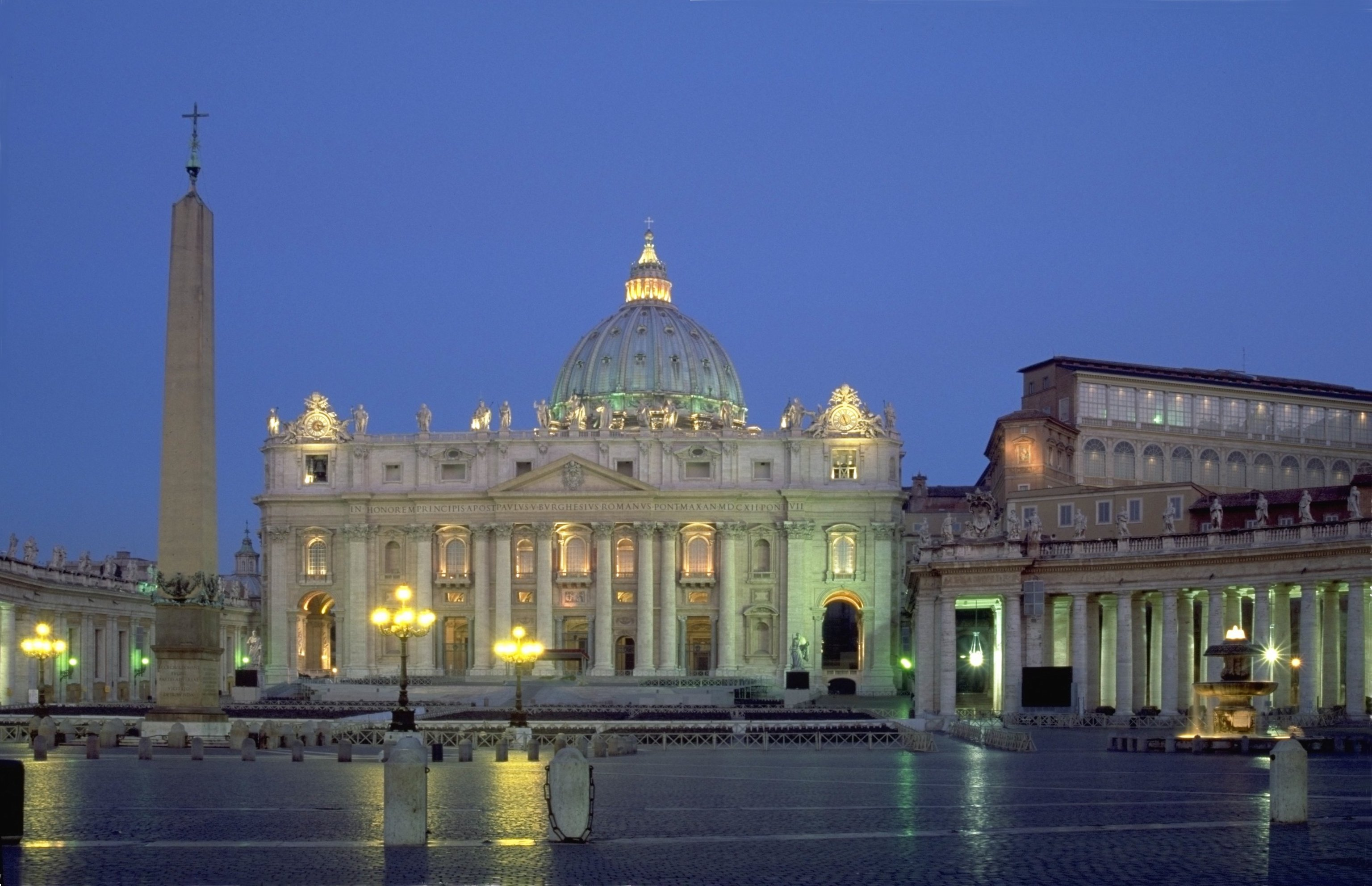
كاتدرائية القديس بطرس.

الفاتيكان هي دولة مسيحية، البابا هو الرئيس الروحي الأعلى للكنيسة الكاثوليكية وهو يتمتع بعدة صفات كخليفة القديس بطرس، ونائب المسيح على الأرض وأسقف روما وبطريرك الغرب ورأس الكنيسة المنظورة، ويلقب أيضًا بالحبر الأعظم والأب الأقدس وصاحب القداسة، ويحل لقب «سيد أو ملك الفاتيكان» في المرتبة السادسة من سلسلة ألقابه وتعريفاته منذ عام 1929.

### زامبيا
كتب يروين نيمبرمن، أستاذ القانون الدولي في جامعة ايراسموس روتردام ما يلي:
| دولة مسيحية | من الناحية الرسمية زامبيا هي دولة مسيحية أيضًا، على الرغم من التداعيات القانونية. تضع ديباجة دستور زامبيا كدولة مسيحية دون تحديد "الطائفة المسيحية". ببساطة يعلن: "نحن، شعب زامبيا .. جمهورية وأمة مسيحية ..." بقدر ما تشعر بالقلق من ممارسات الدولة، يمكن الإشارة إلى أن الحكومة تحتفظ في علاقات مع مجلس الكنائس الزامبي وتتطلب تدريس المسيحية في مناهج المدارس العامة. | دولة مسيحية |

بعدما «أعلنت زامبيا عن نفسها دولة مسيحية في عام 1991»، حث نائب الرئيس الأمة والمواطنين إلى «أن يكون لديهم توجه مسيحي في كافة المجالات، وعلى جميع المستويات».

## الكنائس الرسمية وكنائس الدولة السابقة
| الدولة            | الكنيسة                                                     | الطائفة                            | تاريخ فصل الكنيسة عن الدولة |
| ----------------- | ----------------------------------------------------------- | ---------------------------------- | --- |
| دوقية أنهالت      | الكنيسة الانجيلية في انهالت                                 | بروتستانتية                        | 1919 |
| أرمينيا           | الكنيسة الرسولية الأرمنية                                   | أرثوذكسية مشرقية                   | 1921 |
| النمسا            | الكنيسة الرومانية الكاثوليكية                               | كاثوليكية                          | 1918 |
| بادن              | الكنيسة الرومانية الكاثوليكية وكنيسة بادن الإنجيلية المتحدة | الكاثوليكية والبروتستانتية المتحدة | 1919 |
| بافاريا           | الكنيسة الرومانية الكاثوليكية                               | الكاثوليكية                        | 1919 |
| بوليفيا           | الكنيسة الرومانية الكاثوليكية                               | الكاثوليكية                        | 2009 |
| البرازيل          | الكنيسة الرومانية الكاثوليكية                               | كاثوليكية                          | 1890 |
| براونشفايغ        | كنيسة براونشفايغ اللوثرية المتحدو                           | لوثرية                             | 1918 |
| بلغاريا           | الكنيسة البلغارية الأرثوذكسية                               | أرثوذكسية شرقية                    | 1946 |
| تشيلي             | الكنيسة الرومانية الكاثوليكية                               | كاثوليكية                          | 1925 |
| كولومبيا          | الكنيسة الرومانية الكاثوليكية                               | كاثوليكية                          | 1936 |
| مستعمرة كونيكتيكت | الكنيسة الأبرشانية                                          | كالفينية                           | 1818 |
| كوبا              | الكنيسة الرومانية الكاثوليكية                               | كاثوليكية                          | 1902 |
| قبرص              | الكنيسة القبرصية الأرثوذكسية                                | أرثوذكسية شرقية                    | 1977 مع وفاة مكاريوس الثالث |
| تشيكوسلوفاكيا     | الكنيسة الرومانية الكاثوليكية                               | كاثوليكية                          | 1920 |
| الدنمارك          | كنيسة الدنمارك                                              | لوثرية                             | ما تزال رسمياً دولة مسيحية |
| إنجلترا           | كنيسة إنجلترا                                               | أنجليكانية                         | ما تزال رسمياً دولة مسيحية |
| إثيوبيا           | كنيسة التوحيد الأرثوذكسية الإثيوبية                         | أرثوذكسية مشرقية                   | 1974 |
| جزر فارو          | كنيسة جزر فارو                                              | لوثرية                             | لا تزال دولة مسيحية رسمياً؛ إنفصلت عن أبرشية كنيسة الدنمارك في عام 2007 (تظل الكنيستين في تعاون وثيق) |
| فنلندا            | الكنيسة الإنجيلية اللوثرية الفنلندية                        | لوثرية                             | 1869 |
| فنلندا            | الكنيسة الأرثوذكسية الفنلندية                               | أرثوذكسية شرقية                    | 1917 |
| فرنسا             | الكنيسة الرومانية الكاثوليكية                               | كاثوليكية                          | 1905 |
| جورجيا            | الكنيسة الجورجية الأرثوذكسية                                | أرثوذكسية شرقية                    | 1921 |
| اليونان           | الكنيسة اليونانية الأرثوذكسية                               | أرثوذكسية شرقية                    | يعترف الدستور اليوناني بكنيسة اليونان باعتبارها "الديانة السائدة" في اليونان، ومع ذلك، فإن هذا الحكم لا يمنح كنيسة اليونان صفة رسمية، في حين أن جميع الأديان الأخرى هي معترف بها على قدم المساواة ويمكن ممارستها بحرية. |
| جرينلاند          | كنيسة الدنمارك                                              | لوثرية                             | ما تزال دولة مسيحية رسمياً؛ وفي قيد المناقشة لرفع الكنيسة المحلية من أبرشية جرينلاند التابعة إلى كنيسة الدنمارك إلى كنيسة وطنية لجرينلاند، على طول مثال الخطوة التي اتخذتها كنيسة فاروي في عام 2007.                     |
| غواتيمالا         | الكنيسة الرومانية الكاثوليكية                               | كاثوليكية                          | 1871 |
| هايتي             | الكنيسة الرومانية الكاثوليكية                               | كاثوليكية                          | 1987 |
| هاواي             | كنيسة هاواي                                                 | أنجليكانية                         | 1893 |
| المجر             | الكنيسة الرومانية الكاثوليكية                               | كاثوليكية                          | 1946 |
| آيسلندا           | كنيسة آيسلندا                                               | لوثرية                             | لا تزال رسمياً دولة مسيحية |
| مملكة أيرلندا     | كنيسة أيرلندا                                               | أنجليكانية                         | 1871 |
| جمهورية أيرلندا   | الكنيسة الرومانية الكاثوليكية                               | كاثوليكية                          | 1973 |
| إيطاليا           | الكنيسة الرومانية الكاثوليكية                               | كاثوليكية                          | 1985 |
| ليختنشتاين        | الكنيسة الرومانية الكاثوليكية                               | كاثوليكية                          | لا تزال دولة مسيحية رسمياً |
| ليثوانيا          | الكنيسة الرومانية الكاثوليكية                               | كاثوليكية                          | 1940 |
| لوكسمبورغ         | الكنيسة الرومانية الكاثوليكية                               | كاثوليكية                          | لا يوجد دين رسمي |
| مقدونيا الشمالية  | الكنيسة المقدونية الأرثوذكسية                               | أرثوذكسية شرقية                    | 1921 |
| مالطة             | الكنيسة الرومانية الكاثوليكية                               | كاثوليكية                          | لا تزال دولة مسيحية رسمياً |
| المكسيك           | الكنيسة الرومانية الكاثوليكية                               | كاثوليكية                          | 1857 (أعيد إعتمادها دين رسمي بين عام 1864 وعام 1867) |
| موناكو            | الكنيسة الرومانية الكاثوليكية                               | كاثوليكية                          | لا تزال رسمياً دولة مسيحية |
| هولندا            | الكنيسة المصلحة الهولندية                                   | كالفينية                           | 1795 |
| النرويج           | كنيسة النرويج                                               | لوثرية                             | 2017 |
| بنما              | الكنيسة الرومانية الكاثوليكية                               | كاثوليكية                          | 1904 |
| باراغواي          | الكنيسة الرومانية الكاثوليكية                               | كاثوليكية                          | 1992 |
| الفلبين           | الكنيسة الرومانية الكاثوليكية                               | كاثوليكية                          | 1898 |
| بولندا            | الكنيسة الرومانية الكاثوليكية                               | كاثوليكية                          | 1947 |
| البرتغال          | الكنيسة الرومانية الكاثوليكية                               | كاثوليكية                          | 1910، 1976 (أعيد إعلان المسيحية الدين رسمي في عام 1933 وعام 1974) |
| خليج ماساشوستس    | الكنيسة الأبرشانيّة                                          | كالفينية                           | 1834 |
| كيبك              | الكنيسة الرومانية الكاثوليكية                               | كاثوليكية                          | 1960 |
| رومانيا           | الكنيسة الرومانية الأرثوذكسية                               | أرثوذكسية شرقية                    | 1947 |
| روسيا             | الكنيسة الروسية الأرثوذكسية                                 | أرثوذكسية شرقية                    | 1917 |
| اسكتلندا          | كنيسة اسكتلندا                                              | مشيخية                             | تم التخلي عن سيطرة الدولة منذ عام 1638. تم الاعتراف بها رسمياً ككنيسة قائمة في عام 1921. |
| صربيا             | الكنيسة الصربية الأرثوذكسية                                 | أرثوذكسية شرقية                    | 1920 |
| إسبانيا           | الكنيسة الرومانية الكاثوليكية                               | كاثوليكية                          | 1978 |
| السويد            | كنيسة السويد                                                | لوثرية                             | 2000 |
| توفالو            | كنيسة توفالو                                                | كالفينية                           | لا تزال دولة مسيحية رسمياً |
| مقاطعة كندا       | كنيسة إنجلترا                                               | أنجليكانية                         | 185 |
| أورغواي           | الكنيسة الرومانية الكاثوليكية                               | كاثوليكية                          | 1918 (دخل حيز التنفيذ في عام 1919) |
| فرجينيا           | كنيسة إنجلترا                                               | أنجليكانية                         | 1786 |
| ويلز              | كنيسة إنجلترا                                               | أنجليكانية                         | 1920 |
| فورتمبيرغ         | كنيسة فورتمبيرغ الإنجيلية                                   | لوثرية                             | 1918 |

## كنيسة الوطنية
يوجد في عدد من الدول كنيسة وطنية غير مؤسسة (كدين رسمي للأمة)، ومع ذلك فهي معترف بها بموجب القانون المدني باعتبارها طائفة دينية معترف بها في البلاد. في حين أن هذه الدول ليست دولًا مسيحية رسمياً، فمن المرجح أن يكون للكنيسة الوطنية المسيحية الرسمية وظائف معينة للدولة فيما يتعلق بمناسبات الدولة والاحتفالات. ومن الأمثلة على ذلك اسكتلندا (كنيسة اسكتلندا) والسويد (كنيسة السويد). وعادةً ما تحتكر الكنيسة الوطنية الاعتراف الرسمي للدولة، وعلى الرغم من أن فنلندا لديها كنيستين قوميتين على نحو غير عادي (الكنيسة الإنجيلية اللوثرية الفنلندية والكنيسة الأرثوذكسية الفنلندية)، وكلاهما معترف بهما بموجب القانون المدني ككنائس وطنية مشتركة للأمة.